# David Stronach
David Brian Stronach (* 10. Juni 1931 in Nottingham; † 27. Juni 2020 in Berkeley,  Kalifornien) war ein britischer Vorderasiatischer Archäologe mit Schwerpunkt Irak und Iran.

## Leben
David Stronach besuchte die Gordonstoun-Schule und studierte anschließend am St John’s College der University of Cambridge, 1958 erwarb er seinen Master of Arts. Ab 1961 war er Direktor des British Institute of Persian Studies in Teheran. Seine Tätigkeit dort musste er in Folge der Islamischen Revolution 1979 beenden. Von 1981 bis zu seinem Ruhestand 2004 war Professor für Vorderasiatische Archäologie an der University of California, Berkeley.
1954 arbeitete er unter David Talbot Rice bei den Grabungen am byzantinischen Kaiserpalast in Istanbul, 1956 und 1957 unter Seton Lloyd in Beycesultan, von 1957 bis 1960 unter Max Mallowan in Nimrud,  1958 unter Mortimer Wheeler in Charsadda in Pakistan. 1960 und 1962 grub er in Yarim Tepe, von 1961 bis 1963 grub er in Pasargadae, von 1967 bis 1977 führte er mit Michael Roaf fünf Ausgrabungskampagnen in Nush-i Jan durch. 1967 und 1978 arbeitet er in Qumis, 1987, 1989 und 1990 grub er in Ninive. 1992 grub er an der uratäischen Festung von Horom in Armenien, 1994 bis 1997 in Velikent in Dagestan, 1999 bis 2003 in Kerkenes in der Türkei, und von 2007 bis 2010 in der Festung Erebuni in Jerewan in Armenien.
Verheiratet war er mit der  israelischen Archäologin Ruth Stronach, geborene Vaadia (1937–2017), ihre Tochter ist die Schauspielerin Tami Stronach (* 1972).

## Ehrungen
- 1963: Fellow der Society of Antiquaries of London
- 1973: korrespondierendes Mitglied des Deutschen Archäologischen Instituts
- 1975: Order of the British Empire
- 1988: korrespondierendes Mitglied der Belgischen Akademie der Wissenschaften
- 2004: Gold Medal Award for Distinguished Archaeological Achievement des Archaeological Institute of America

## Schriften (Auszug)
- The Development and Diffusion of Metal Types in Early Bronze Age Anatolia. In: Anatolian Studies 7, 1957, S. 89–125.
- The Development of the Fibula in the Near East. In: Iraq 21, 1959, S. 181–206.
- Excavations at Ras al 'Amiya. In: Iraq 23, 1961, S. 95–137.
- Urartian and Achaemenian Tower Temples. In: Journal of Near Eastern Studies. Band 26, 1967, S. 278–288.
- Excavations at Tepe Nūsh-i Jan, 1967. In: Iran. Band 7, 1969, S. 1–20.
- Pasargadae. A Report on the Excavations Conducted by the British Institute of Persian Studies from 1961 to 1963. Clarendon Press, Oxford 1978, ISBN 0-19-813190-9.
- Tepe Nushi-i Jan: The Median Settlement (= The Cambridge History of Iran. Band 2). Cambridge 1985, S. 832–837.
- On the Evolution of the Early Iranian Fire Temple. In: Acta Iranica. Band 25, 1985, S. 605–627.
- David Stronach: Median and Achaemenid. In: Ehsan Yarshater (Hrsg.): Encyclopædia Iranica. 15. Dezember 2011 (englisch, iranicaonline.org [abgerufen am 27. Januar 2022] mit Literaturangaben).
- Early Achemenid Coinage: Perspectives from the Homeland. In: Iranica Antiqua. Band 14, 1989, S. 255–284.
- On the Genesis of the Old Persian Cuneiform Script. In: François Vallat (Hrsg.): Contribution à l’histoire de l’Iran. Mélanges offerts à Jean Perrot. Paris 1991, S. 195–203.
- The Garden as a Political Statement. Case Studies from the Near East in the First Millennium B.C. In: Bulletin of the Asia Institute. Neue Folge 4, 1990, S. 171–180 (JSTOR).
- The Achaemenid Lobed Bracelet. In: Abbas Alizadeh, Y. Majidzadeh, S. M. Shahmirzadi (Hrsg.): The Iranian World. Essays in Iranian Art and Archaeology Presented to Ezat O. Negahban. Teheran 1999, S. 178–193 und Tafel 1–6.
- Ernst Herzfeld and Pasargadae. In: Ann C. Gunter, Stefan R. Hauser (Hrsg.): Ernst Herzfeld and the Development of Near Eastern Studies. 1900–1950. Brill, Leiden 2005, ISBN 90-04-14153-7, S. 103–136.
- mit Michael Roaf: Nush-i Jan I – the major Buildings of the Median Settlement. The British Institute of Persian Studies, London 2007, ISBN 978-90-429-1850-4.
- mit Felix Ter-Martirosov, Alina Ayvazian, William Collins, Catherine Demos, Soroor Ghanimati: Erebuni 2007. In: Iranica Antiqua 44, 2009, S. 181–206.